# Laudelina de Campos Melo
Laudelina de Campos Melo (Poços de Caldas, Minas Gerais, 12 d'octubre de 1904 - Campinas, 12 de maig de 1991), va ser una treballadora domèstica i activista sindical brasilera. Defensà els drets de les dones i de les treballadores domèstiques, lluità contra els prejudicis racials, la infravaloració de les dones i l'explotació de la classe treballadora. Fundà el primer sindicat de treballadores domèstiques del Brasil.

## Biografia
Era filla de pares negres alliberats per la Lei do Ventre Livre, el 1871. La seva mare era minyona i pastissera a la ciutat. El seu pare, llenyataire, va morir en un accident laboral quan Laudelina tenia dotze anys.
Va deixar l'escola primària per cuidar els cinc germans més petits, mentre la mare treballava en un hotel, i aviat ella mateixa es va posar a treballar com a criada; va conèixer aleshores el racisme empresarial, l'explotació i les males condicions laborals del treball domèstic.
A l'adolescència, ajudava la mare en la confecció de compotes, gelees i dolços casolans que eren venuts a la ciutat per augmentar els ingressos. Als setze anys va ser escollida presidenta del Club 13 de Maig, que promovia activitats recreatives i polítiques entre la població negra de la seva ciutat. Als vint anys, Laudelina es va traslladar a São Paulo; s'uní al Black Front Group, que aplegava entitats que lluitaven per aconseguir millors condicions per a la població negra.
Quan tenia 20 anys es va casar, amb Geremias Henrique Campos Mello i va anar a viure a Santos. Van tenir dos fills.

## Militància
Laudelina, juntament amb el seu marit, va participar de l'associació Saudade de Campinas, grup que valorava la cultura negra a Santos. La parella es va separar el 1938 i ella va començar a treballar amb més intensitat en els moviments populars, polítics i reivindicatius, sobretot després d'incorporar-se al Partit Comunista de Brasil el 1936. Aquest mateix any, Laudelina de Campos Melo va fundar la primera Associació de Treballadors Domèstics del país, tancada durant els anys del règim autoritari de l'Estado Novo, i que tornà a funcionar el 1946.
Diverses altres associacions van començar a sorgir a la ciutat de São Paulo, sota la coordinació del professor Geraldo de Campos Oliveira, president del Club Cultural Recreativo do Negro i membre del partit Libertador.
Laudelina de Campos Melo també va treballar per a la fundació Frente Negra Brasileira, l'associació més gran de la història del moviment negre, que va arribar a tenir 30.000 afiliats al llarg de la dècada de 1930.
El 1948, la família per a la qual Laudelina treballava la convidà a fer de gerent de l'hotel-hisenda que posseïen a Mogi das Cruzes, on va romandre durant tres anys.
Amb la mort de la matriarca de la família, Laudelina de Campos Melo va tornar a Campinas, ciutat que donava preferència a les treballadores blanques, cosa que va dur Laudelina a protestar al Correo Popular per publicar anuncis discriminatoris. Es va integrar al Moviment Negre de Campinas, participà d'esdeveniments que pretenien elevar l'autoestima de la comunitat negra, amb representacions teatrals o conferències, i fins i tot promovent, el 1957, un ball de debutants (Baile Pérola Negra) per a joves negres, al Teatre Municipal de Campinas. El 1961 va obtenir el suport del Sindicat de la Construcció Civil de Campinas per a fundar, en les seves dependències, l'associació de treballadores domèstiques, embrió del futur sindicat.

### L'Associació Professional Benefactora
L'Associació Professional Benefactora de les Treballadores Domèstiques va estar en diversos fronts i lluites, en especial contra el prejudici racial. Mil dues-centes treballadores domèstiques van assistir a l'acte d'inauguració de l'associació, el 18 de maig de 1961. L'any següent De Campos Melo va ser convidada en la creació i organització de diversos sindicats en altres estats, participant també de moviments negres i feministes.
Perquè l'associació no hagués de quedar clausurada, a causa del cop d'estat de 1964, Laudelina va acceptar la integració en la União Democrática Nacional (UDN). L'entitat va acabar dissociant-se, després que Laudelina emmalaltís el 1968 i, amb això, es desvinculés del moviment de treballadores domèstiques. Va tornar a la direcció de l'associació el 1982, per insistència de les seves antigues companyes. El 1988, l'associació es va transformar en Sindicat de les Treballadores Domèstiques i va continuar lluitant en favor dels seus drets, combatent la discriminació de la societat, exigint millor remuneració i igualtat de drets socials.
Laudelina de Campos Melo va morir el 12 de maig de 1991, als 86 anys, a Campinas. Deixà casa seva per al sindicat de la ciutat.

## Llegat
El 1989 va ser creada l'ONG Casa Laudelina de Campos Mello, dedicada a celebrar l'actuació i militància de Laudelina, fonamentals per a la conquesta del dret a la Carta de Treball i a la Sanitat Social. L'entitat promou accions centrades en l'apoderament, l'autonomia econòmica, la producció i l'intercanvi de coneixements i també la formació i la qualificació professional de les dones negres.
El documental Laudelina: Lutas e Conquistas –produït el 2015 en una col·laboració entre el Museu de la Ciutat i el Museu de la Imatge i del So (MIS), tots dos de Campinas– celebra la història de vida de la líder sindical. La pel·lícula combina la interpretació de l'actriu Olívia Araújo i fragments d'una entrevista amb l'activista realitzada el 1989.

## Heroïna de la Pàtria
En virtut de la Llei Federal núm. 14.635, de 2023, el Congrés Nacional del Brasil va decretar la inscripció de la mineira en el Llibre dels Herois i Heroïnes de la Pàtria, un memorial cenotàfic situat a l'interior del Panteó de la Pàtria i de la Llibertat Tancredo Neves de Brasília, creat per honorar la memòria de les persones que millor van servir en la construcció i defensa del país.